# Осташевский, Генрих Романович
Генрих Романович Осташевский (укр. Генріх Романович Осташевський; 1 июня 1921, Одесса — 3 февраля 2004, там же) — украинский советский актёр театра и кино, народный артист Украинской ССР.

## Биография
Генрих Осташевский родился 1 июня 1921 года в Одессе. В 1938—1941 годах учился в Одесском театральном училище. В период войны и оккупации с риском для жизни помогал семье одесских евреев Корнблит, в том числе прятал их у себя дома.
После освобождения Одессы от румынской оккупации в 1944 году стал актёром Одесского ТЮЗа, где работал 14 лет. С 1958 года выступал в Одесском украинском музыкально-драматическом театре имени Октябрьской революции, где стал ведущим актёром.
Много снимался в кино. Сыграл главные роли в кинокартинах «Если бы камни говорили», «Гроза над полями», «Возвращение», «Ключи от неба», «Голубая стрела». Особенно запомнился своей небольшой ролью генерала милиции в телесериале «Место встречи изменить нельзя».
Умер 3 февраля 2004 года. Похоронен в Одессе, на 2-м Христианском кладбище на 95 участке.

### Семья
- Первая жена — врач Евгения Давыдовна Осташевская (урожд. Корнблит; 1922—2011), была зав. терапевтическим отделением Одесской горбольницы № 7. В браке с 1942 по 1951 годы.
  - Дочь — Валентина Генриховна Осташевская (род. 1942).
- Вторая жена — актриса Галина Осташевская (1926—2013), заслуженная артистка Украины.

## Награды и признание
- Орден «Знак Почёта»
- Народный артист Украинской ССР (1976)
- За спасение еврейского населения во время Великой Отечественной войны был удостоен звания Праведника мира[2]. Его имя — в списках на Стене почёта в Саду праведников народа мира мемориального комплекса Яд ва-Шем (Иерусалим, Израиль) и на Аллее Праведников мира в Прохоровском сквере в Одессе.

## Творчество

### Работы в театре
- «Сон в летнюю ночь» (У. Шекспир) — Тезей
- «Оптимистическая трагедия» (Вс. Вишневский) — Алексей
- «Патетическая соната» (М. Кулиш) — Илько
- «Угрюм-река» (В. Шишков) — Прохор Громов
- «Мария Тюдор» (В. Гюго) — Джильберт
- «Маруся Богуславка» (М. Старицкий) — Гирей
- «Семья преступника» (П. Джакометти) — Коррадо
- «97» (М. Кулиш) — Смик
- «Борис Годунов» (А. Пушкин) — Шуйский
- «Протокол одного заседания» (А. Гельман) — Батарцев
- «Крёстный отец» (М. Пьюзо) — Дон Корлеоне
- «Вечер» (А. Дударев) — Мультик
- «Правда» (А. Е. Корнейчук) — Кузьма Рыжов
- «Правда и кривда» (М. А. Стельмах) — Заднепровский
- «Женитьба» (Н. В. Гоголь) — Яичница
- «Тевье-Молочник» (Шолом-Алейхем) — Тевье

### Фильмография
1. 1956 — Моя дочь (Одесская киностудия) — член президиума собрания
2. 1957 — Если бы камни говорили… (Киностудия им. Довженко) — Иван
3. 1957 — Повесть о первой любви (Одесская киностудия) — водитель погрузчика
4. 1958 — Голубая стрела — лётчик Сергеев, друг Карпенко
5. 1958 — Гроза над полями (Киностудия им. Довженко) — Яков Македон
6. 1960 — Возвращение — Стефан Субота
7. 1960 — Кровь людская — не водица (Киностудия им. Довженко) — Нечуйвитер
8. 1961 — Дмитро Горицвит — Нечуйвитер
9. 1962 — Звёздочка (другое название «В огне закалённые»; новелла «Пилипко»; Киностудия им. Довженко) — отец Пилипка
10. 1963 — Люди не всё знают — Нечуйвитер
11. 1964 — Ключи от неба — полковник Александр Дмитриевич Андреев
12. 1966 — Их знали только в лицо — Николай Ярощук, владелец кофейни
13. 1966 — Формула радуги — следователь, товарищ начальник
14. 1968 — Эксперимент доктора Абста — эпизод
15. 1968 — Случай из следственной практики (Одесская киностудия) — следователь, коллега Лобова (нет в титрах)
16. 1969 — Дума о Британке — эпизод
17. 1970 — Меж высоких хлебов — Мирон Григорьевич Конопля, председатель
18. 1973 — Анискин и Фантомас — Сапрыкин, (нет в титрах)
19. 1973 — До последней минуты (Одесская киностудия) — военный судья (нет в титрах)
20. 1974 — Здравствуйте, доктор! — военный, друг Александра
21. 1975 — Порт — Виктор Петрович Кравчук, дядя Витя с дальнего хутора
22. 1975 — Волны Черного моря — агитатор
23. 1975 — Я — Водолаз 2 — диспетчер
24. 1977 — Тимур и его команда — дядя Петя, комбриг, друг Александрова
25. 1979 — Место встречи изменить нельзя — генерал, выступавший на праздничном вечере в клубе милиции
26. 1977—1982 — Огненные дороги (Узбекфильм; фильм 3-й «Певец революции») — Антон Петрович, начальник полиции Одессы